# Donald joue du trombone
Pour plus de détails, voir Fiche technique et Distribution.
Donald joue du trombone ou Trombone en coulisse (Trombone Trouble) est un dessin animé de la série des Donald Duck produit par Walt Disney pour RKO Radio Pictures et Buena Vista Pictures sorti le 18 février 1944.

## Synopsis
Exaspérés par la musique que joue Pat Hibulaire avec son trombone à coulisse les dieux Zeus et Vulcain décident de "prêter" leurs pouvoirs à Donald, lui aussi agacé par la musique, mais qui plus est malmené par Pat quand il vient lui demander d'arrêter, afin de faire cesser le vacarme...

## Fiche technique
- Titre original : Trombone Trouble
- Titre français : Donald joue du trombone, Trombone en coulisse[1]
- Série : Donald Duck
- Voix : Clarence Nash (Donald), Billy Bletcher (Pat Hilbulaire), John McLeish (Zeus et Vulcain)
- Producteur : Walt Disney
- Société de production : Walt Disney Productions
- Distributeur : RKO Radio Pictures et Buena Vista Pictures
- Date de sortie : 18 février 1944[2]
- Format d'image : couleur (Technicolor)
- Son : Mono (RCA Photophone)
- Durée : 8 min
- Langue : (en)
- Pays :  États-Unis

## Voix françaises
Ce cartoon était exploité dans Mickey, Donald, Pluto et Dingo en vacances en 1974, mais laissé en VO et doublé en 1989.
- Sylvain Caruso : Donald Duck
- Michel Vocoret : Pat Hilbulaire
- ??? : Zeus
- ??? : Vulcain

## Titre en différentes langues
D'après IMDb :
- Finlande : Jumalten suosikki, Pulmallinen pasuuna
- Suède : Kalle Anka spelar trombon, Kalle Ankas dragbasun